# Вільгельм Кресс
Вільгельм (Василь Васильович) Кресс (нім. Wilhelm Kress; 29 липня 1836, Санкт-Петербург — 24 лютого 1913, Відень) — австрійський інженер, один із перших льотчиків і авіаконструкторів.

## Біографія
В. Кресс переїхав до Відня в 1873 році, де в 1877 році розробив перший сучасний дельтаплан. Цей ручний планер був великим досягненням того часу, оскільки інженери все ще намагалися створити літаючий «апарат важчий за повітря» й працювали над створенням немоторизованих літальних апаратів.

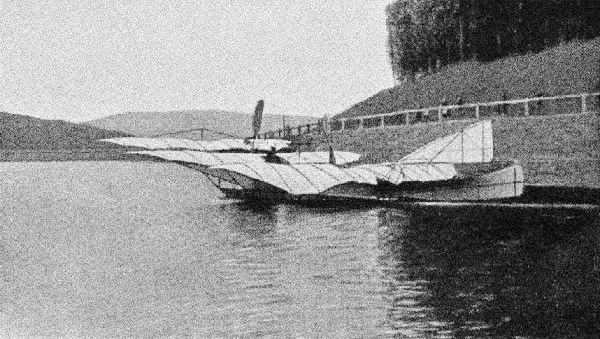
Апарат Кресса 1901 року на озері Вінервальдзее поблизу Відня

На рубежі століть він був одним із інженерів, які прагнули побудувати габаритний моторизований апарат важчий за повітря. У 1900 році Кресс розробив систему управління важелями, але не запатентував свою розробку (патент згодом, в 1907 році, отримав французький льотчик Роберт Есно-Пелтері). Літак Кресса був пристосований для зльоту з поверхні води, й на ньому була здійснена перша «успішна» спроба зльоту (цей політ не був керованим, як у братів Райт в 1903 році, але робив більш-менш довгі «перельоти») в 1901 році на озері Вінервальдзее неподалік Відня. Керований довший політ був неможливий, тому що двигун (виробництва <i>Daimler</i>) був удвічі важчим, ніж замовляв Кресс, і міг використовуватися тільки на половину його номінальної потужності. Під час однієї зі спроб зльоту з поверхні води його літак-амфібія (за схемою «тандем» з одним бензиновим двигуном і трьома крилами, розташованими на різній висоті) зруйнувався, спроба польоту виявилася невдалою.

### Вшанування
На честь Вільгельма Кресса в Австрії в 1922 році було випущено чотири поштові марки номіналом 1200, 2400, 3000 і 4800 крон.